# Алиса Клейбанова
Алиса Клейбанова (на руски: Алиса Михайловна Клейбанова) е професионална тенисистка от Русия. Тя започва да тренира тенис на четири годишна възраст. Алиса Клейбанова печели на два пъти юношеския формат на турнира „Уимбълдън“ по двойки през 2003 г. заедно със Саня Мирза и през 2005 г. с Анастасия Павлюченкова. Първата си голяма титла от турнирите под егидата на WTA, Клейбанова печели през 2009 г., когато на финалния мач на „Малайзиън Оупън“ в Куала Лумпур побеждава сънародничката си Елена Дементиева с резултат 6:3, 6:2. В мачовете по двойки, руската тенисистка има три турнирни победи. Забележителното е, че и трите си победи тя печели през календарната 2009 г. Първо заедно с Екатерина Макарова печели турнира в мароканския град Фес, през месец юли същата година заедно с румънката Моника Никулеску печели турнира „ГДФ Суец Гран При“ и през месец октомври заедно с италианката Франческа Скиавоне завоюва титлата на турнира в Токио.
В турнирите от Големият шлем, Алиса Клейбанова регистрира два осминафинални мача. Първият от тях е през 2008 г., по време на „Откритото първенство на САЩ“, когато тя е отстранена от бъдещата шампионка в надпреварата американката Винъс Уилямс, а през 2009 г. отпада от сръбската тенисистка Ана Иванович по време на „Откритото първенство на Австралия“.
На 26 септември 2010 г. Алиса Клейбанова печели титлата на сингъл от турнира „Хансол Корея Оупън“, провеждащ се в столицата на Южна Корея Сеул. Във финалния сблъсък, тя побеждава чешката представителка Клара Закопалова с резултат 6:1, 6:3.
В началото на 2011 г., печели шампионската титла на двойки от турнира „Бризбейн Интернешънъл“ заедно със своята сънародничка Анастасия Павлюченкова. Във финалната среща руския дует побеждава полските тенисистки Клаудия Янс и Алиция Росолска с 6:3, 7:5. На 24 април 2011 г., Алиса Клейбанова печели шампионската титла на двойки от турнира „Ещорил Оупън“. Във финалната среща, заедно със състезаващата се за Казахстан тенисистка Галина Воскобоева, надделяват над Елени Данилиду от Гърция и Михаела Крайчек от Холандия с резултат 6:4, 6:2.

## Личен живот
През 2011 г. Алиса Клейбанова е диагностицирана с раковото заболяване лимфом на Ходжкин. Тя се оттегля временно от професионалния тенис за период от девет месеца и се завръща в игра през март 2012 г.